# Vakcentrale voor middengroepen en hoger personeel
De MHP (Vakcentrale voor middengroepen en hoger personeel) was, naast de FNV en het CNV, de derde vakcentrale in Nederland. Ze is de voorloper van de Vakcentrale voor Professionals (VCP).
De MHP behartigde de belangen van het middelbaar en hoger personeel. De vakcentrale had bijzondere aandacht voor specifieke beroeps-, inkomens-, en functiegroepen. Ze richtte zich op veel aandachtsterreinen, zoals arbeidsvoorwaarden, arbeidsverhoudingen, arbeidsomstandigheden, medezeggenschap, onderwijs, pensioenen, sociale zekerheid, telewerken en emancipatie.
Bij de MHP waren onder andere de volgende bonden aangesloten:
- ACP (Politievakbond ACP)
- CMHF (Centrale van Middelbaar en Hogere Functionarissen)
- NVLT (Nederlandse Vereniging van Luchtvaart Technici)
- VHKP (Vereniging van Hoger KLM Personeel)
- VNV (Vereniging van Nederlandse Verkeersvliegers)

De vakvereniging De Unie stapte op 1 januari 2013 uit de MHP.
In april 2014 nam de MHP de naam Vakcentrale voor Professionals (VCP) aan.